# Gerd Salbrechter
Gerd Salbrechter (18 de junio de 1975) es un deportista austríaco que compitió en esgrima, especialista en la modalidad de florete. Ganó dos medallas en el Campeonato Europeo de Esgrima, plata en 2000 y bronce en 1998.

## Palmarés internacional
| Campeonato Europeo | Campeonato Europeo | Campeonato Europeo | Campeonato Europeo  |
| Año                | Lugar              | Medalla            | Prueba              |
| ------------------ | ------------------ | ------------------ | ------------------- |
| 1998               | Plovdiv (Bulgaria) | Medalla de bronce  | Florete por equipos |
| 2000               | Funchal (Portugal) | Medalla de plata   | Florete por equipos |